# Kamienice Nowe (gmina)
Kamienice Nowe (do 1953 Wysocko Wielkie) – dawna gmina wiejska istniejąca w latach 1953–1954 w woj. poznańskim. Siedzibą władz gminy były Kamienice Nowe (obecna nazwa to Nowe Kamienice).
Gmina Kamienice Nowe powstała 21 września 1953 roku w województwie poznańskim, w powiecie ostrowskim, po przeniesieniu siedziby gminy Wysocko Wielkie z Wysocka Wielkiego do Kamienic Nowych i zmianie nazwy jednostki na gmina Kamienice Nowe. Gmina została zniesiona 29 września 1954 roku wraz z reformą wprowadzającą gromady w miejsce gmin. 
Jednostki nie przywrócono 1 stycznia 1973 roku w związku z reaktywowaniem gmin.